# КВМ преклопник
КВМ-преклопник (КВМ скраћеница за „тастатура, видео и миш”, енгл. keyboard, video and mouse) уређај је који омогућава кориснику да управља са више рачунара помоћу једног или више сетова тастатуре, монитора и мишева. Модернији уређаји нуде и дељење USB пркључака.

## Етимологија
Пре настанка миша као стандардног перифералног уређаја, термин преклопник тастатуре и видеа (КВМ) се користио за опис уређаја који за више рачунара користи један сет перифералних улаза (тастатура и миш). Прихватањем и популаризацијом Microsoft Windowsа се уз ове уређаје додају други периферални улази попут миша и USB порта.

## Врсте
Након глобалне популаризације USB портова, и КВМ преклопници су преузели овај порт као свој стандард. Класе КВМ прекидача које се овде разматрају су засноване на различитим врстама основних технологија у смислу начина на који КВМ прекидач обрађује USB I/O уређаје - укључујући тастатуре, мишеве, екране осетљиве на додир и сл. (USB-HID = USB уређај за људски интерфејс )
USB хуб на основу КВМ
Такође се зове енумерисани КВМ-прекидач, повезан/заједнички USB уређај, треба да прође комплетан процес иницијације (USB енумерације) сваки пут када се КВМ пребацује на други циљни система/порт. Пребацивање на друге портове је истоветно са физичким искључивањем и укључивањем USB уређаја на циљни систем.
Емуласани USB КВМ
Наменски USB конзолни портови су додељени за емулацију посебног сета USB тастатуре или миша при премештању контролних информација за сваки повезани/циљни систем. Емулисани USB пружа инстантно и поуздано пребацивање, што овогућава пребацивање наменских функција тастатуре и миша. Међутим, ова класа КВМ преколопника користи једино генеричку емулацију и консеквентно има могућност да подржавања само најједноставнијих својстава тастатуре и миша.
Полу-ДДМ USB-КВМ
Наменски USB конзолни портови раде са свим USB-HID уруеђајима (укључујући тастатуру и миша), али не одржавају присуство повезаних уређаја симултано са свим циљним системима. Ова класа КВМ користи DDM (Dynamic Device Mapping) технологије.
ДДМ USB-КВМ
Наменски USB конзолни портови са свим USB-HID (укључујући тастатуру и миш) и подржава специјалне функције и карактеристике повезаних уређаја за сваки повезани/циљни систем. Ова класа КВМ-прекидача превазилази фрустрирајућа ограничења емулиране USB класа КВМ преклопника путем емулације истинског карактера повезаних уређаја за све рачунаре у исто време. То значи да они омогућавају употребу додатних функционих тастера, точкова, дугмади и контрола, који се обично налазе на савременим тастатурама и мишевима.
| Функција                                                                      | Класа хаб базе | Емулирана класа | Полу-ДДМ класа | Класа ДДМ |
| ----------------------------------------------------------------------------- | --- | --- | --- | --- |
| USB реенумерација је неопходна                                                | Потребна је при свакој промени порта | Не, само за тастатуру/миш | Не, за све | Не, за све |
| Латенција у дељењу повезаних USB уређаја                                      | Најдужа, у зависности од повезаног оперативног система (око 10-15 секунди) | Кратка | Кратка | Без Кашњења |
| Подржава команде пречице                                                      | Не | Да, само на наменском порту тастатуре | Да, на свим конзолним полу-ДДМ портовима | Да, на свим конзолним ДДМ портовима |
| Подржава посебне функције тастатуре и миша                                    | Ограничено* | Не, само делује на наменском порту за тастатуру/миша | Да | Да |
| Виндоус 7 и Виндовс 8 показују правилно повезане уређаје                      | Ограничено* | Не, приказују се као стандардна тастатура и миш независно од тога која тастатура/миш су повезани на КВМ | Да | Да |
| Виндоус 7 / Виндоус 8 уграђени драјвер за монитор осетљив на додир је подржан | Ограничено* | Не | Да* | Да |
| Бежична комбинација тастатуре и миша је подржана                              | Ограничено* | Не | Да* | Да |
| (осим тастатуре/миша) су подржани                                             | Ограничено* | Не | Да* | Да |
| Подршка дељења USB екрана осетљивог на додир                                  | Ограничено* | Нема | Да* | Да |
| Подршка таблета за цртање                                                     | Ограничено* | Нема | Да* | Да |
| Бежични USB уједињавајући пријемник је подржан                                | Ограничено* | Нема | Да* | Да |
| Предности                                                                     | Преноси све сигнале између USB уређаја и циљног система/рачунара | Контрола промене USB тастатуре/миша, краће време пребацивања, подршка команди за пречице | Потпуна контрола пребацивања USB тастатуре/миша, ДДМ портови могу да раде са свим класама уређаја, кратко време пребацивања (кашњење: мање од 1 секунде), команде пречица (применљиве су на свим USB полу-ДДМ портовима), јефтинији су од потпуне ДДМ класе прекидача | Потпуна контрола пребацивања USB тастатуре/миша, ДДМ портови могу да раде са свим класама уређаја, најкраће време пребацивања (без кашњења), команде пречице (применљиве су на све USB ДДМ портове) |
| Мане                                                                          | Најдужа латентност, кашњење доступности уређаја, не могу се користи USB тастатура/миш за управљање КВМ процесом пребацивања, нема команди пречица, јављају се ХПД грешке при преласку са појединих оперативних система | Подржава само ограничене/фиксиране опште профиле тастатуре и миша. Специјалне функције тастатуре и миша не раде. Може да дели сам „стандардну” USB тастатуру/миша. Не може да дели друге USB-HID, као што су: монитор осетљив на додир, таблет за цртање и сл. Генерише ХПД грешку при употреби других USB-HID уређаја | И даље постоје кашњења при пребацивању | Већи трошак |

## Употреба
А КВМ преклопник је хардверски уређај који се користи у центрима за обраду података. Он омогућава контролу неколико рачунара са једне тастатуре, монитора и миша (КВМ). Овај прекидач омогућава особљу да са централне локације приступи било ком серверу у реку. Уобичајен пример кућне употребе је да се омогући употреба тастатуре пуне величине, миша и монитора кућног ПЦ рачунара као и портабилних уређаја као што су лаптоп, таблет ПЦ и ПДА, или рачунара који користе различите оперативне системе.
КВМ-преклопници нуде различите начине повезивања са осталим рачунарима. У зависности од модела уређаја, улази могу имати стандарне конекторе попут ПС2 порта или USB порта, ВГА. Још један начин повезивања је један ДБ25 конектор, а чији крајеви садрже остале улазе попут улаза за тастатуру миш и монитор. Касније су ови каблови замењени једним спојеним каблом са сим конекторима, а предност је мањи број каблова док је мана њихова цена израде.

## Видео пропусни опсег
Мада HDMI и DVI преклопници постају све заступљенији, VGA је и даље широко заступљен видео конектор пронађен на КВМ преклопницима. Аналогни преклопници могу бити изграђени са различитим капацитетима за видео пропусни опсег, који утичу на укупни трошак и квалитет уређаја. Типичан потрошачки КВМ преклопник пружа опсег до 200 MHz, што омогућава резолуцију високе дефиниције при 60 Hz.
За аналогни видео, резолуција и брзина освежавања су примарни фактори у одређивању количине пропусног опсега потребног за сигнал. Метод претварања ових фактора у захтеве о пропусним опсегом је тачка двосмислености, делом зато што зависи од аналогне природе и стања хардвера. Исти комад опреме може захтевати већи пропусни опсег, јер стари због повећане деградације изворног сигнала. Већина формула конверзије покушава да приближи количину потребног пропусног опсега, укључујући и маргину сигурности. По правилу, склопно коло треба да обезбеди до три пута већи пропусни опсег потребан оригиналном спецификацијом сигнала, пошто то омогућава да се већина случајева губитка сигнала може обухватити изван опсега сигнала који се односи на квалитет слике.
Како су ЦРТ засновани монитори зависни од брзине освежавања ради спречавања треперење, њима је генерално потребан већи опсег него упоредивим мониторима са равним екраном.

## Софтверске алтернативе
Постоје софтверске алтернативе за неке од функционалности хардверских КВМ преклопника, као што су , Input Director и , који врши софтверско пребацивање и прослеђивање улазних података преко стандардних мрежних веза. Ово има предност смањења броја потребних жица. Преклапање на ивици екрана омогућава мишу да функционише преко оба монитора два рачунара.